# Landschaftsschutzgebiet Offenland um Calle und Wallen

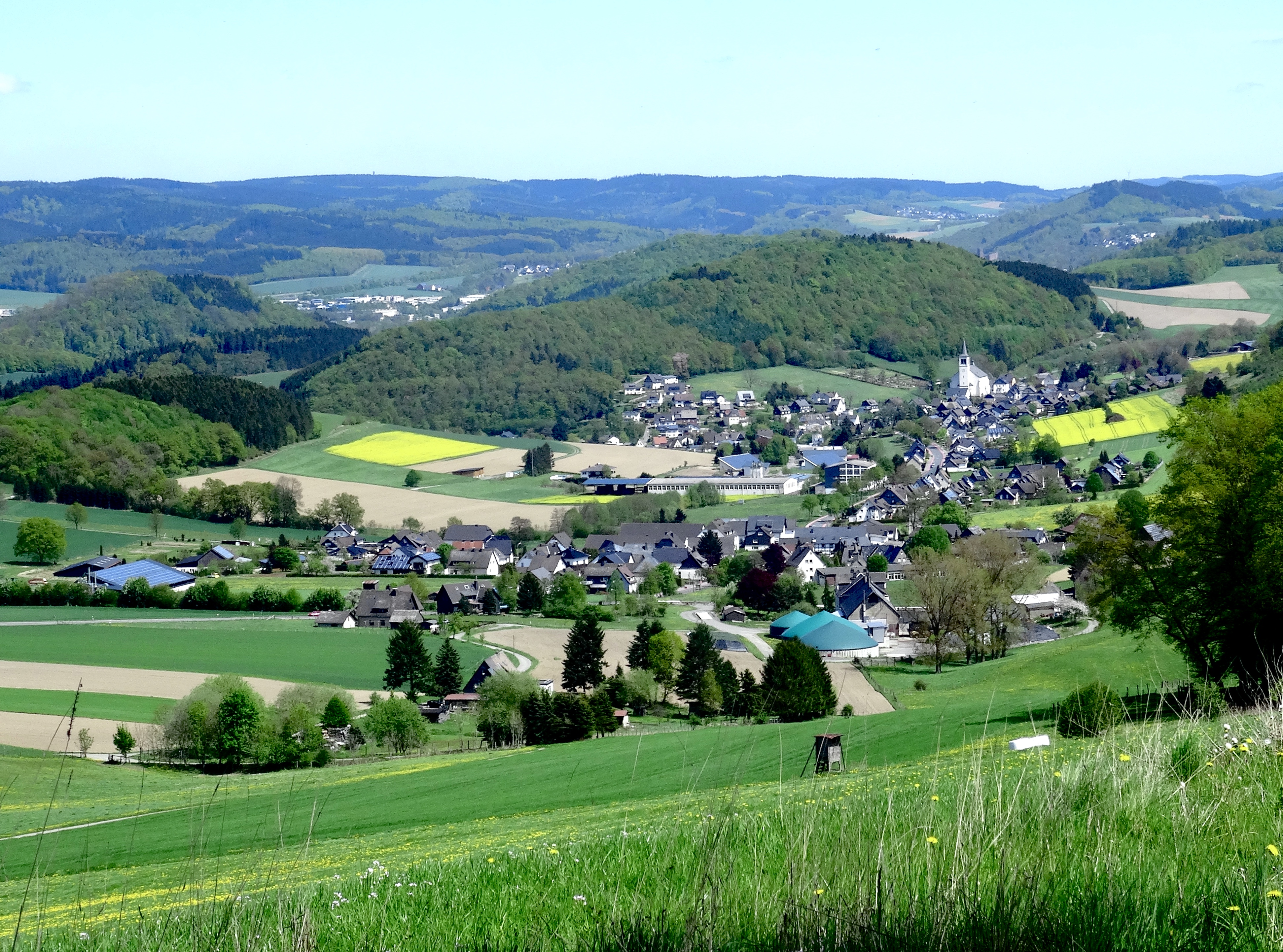
Offenlandbereiche gehören zum Landschaftsschutzgebiet Offenland um Calle und Wallen

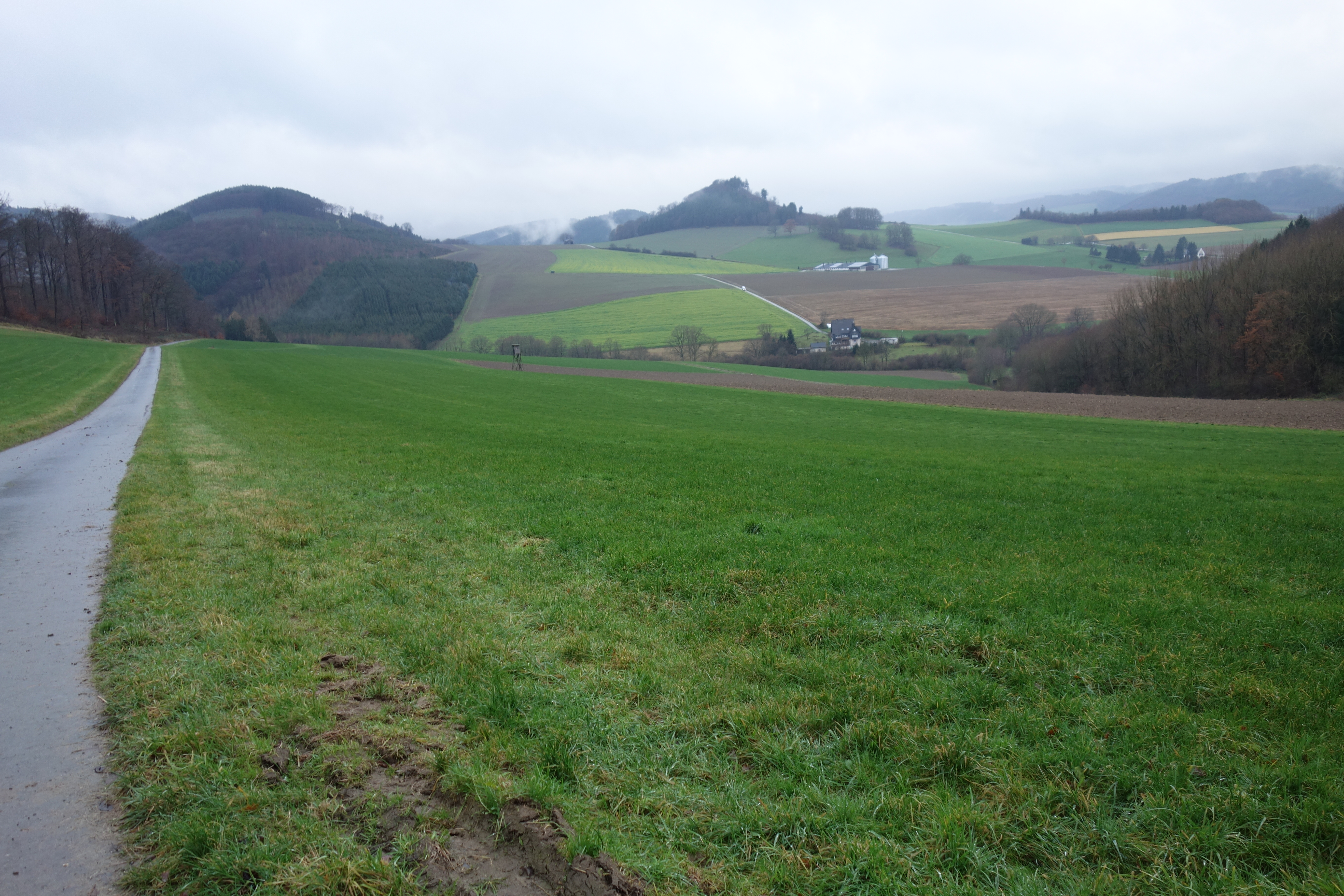
Südwestliche Bereiche vom Landschaftsschutzgebiet Offenland um Calle und Wallen

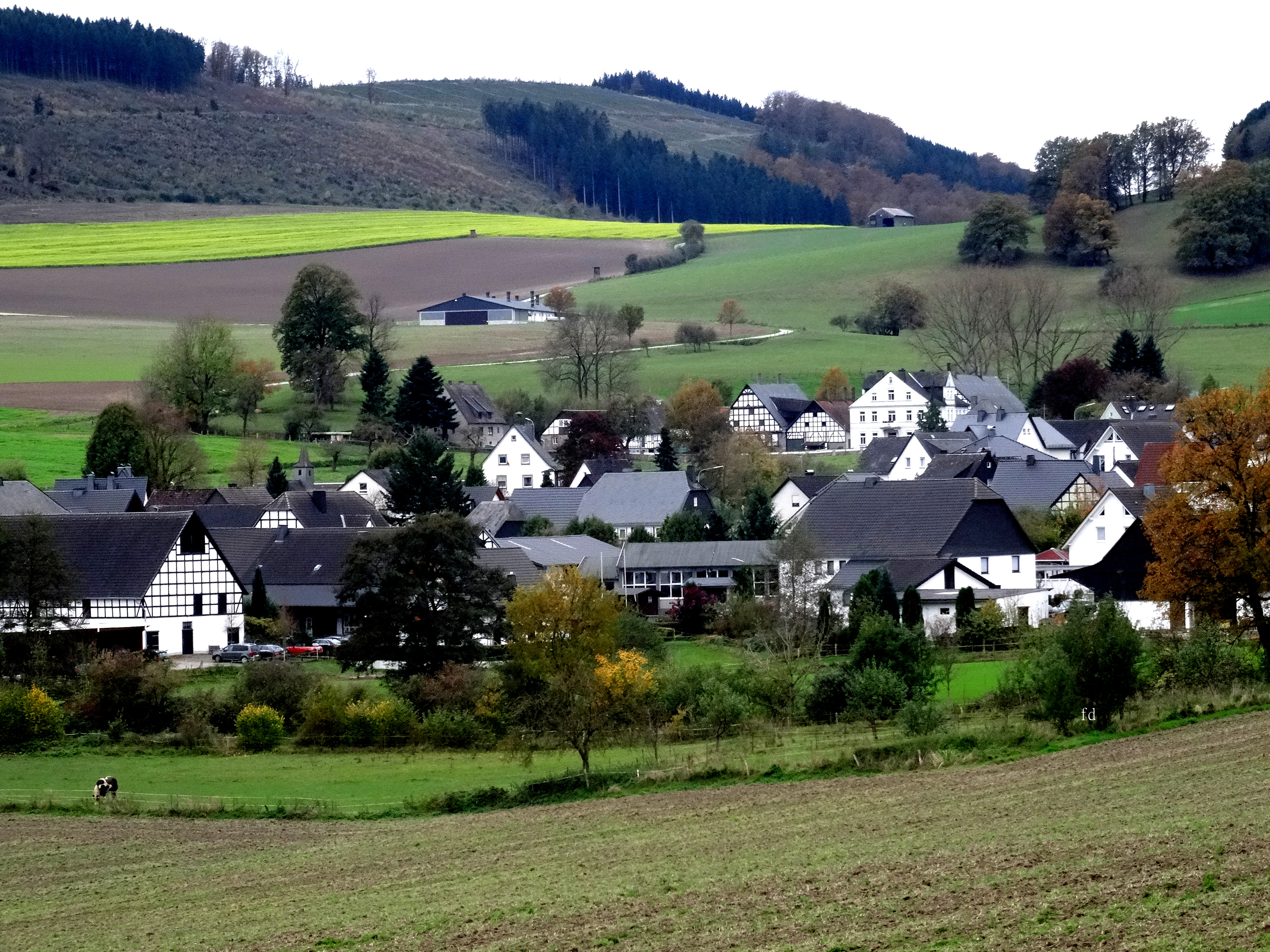
LSG mit Wallen

Das Landschaftsschutzgebiet Offenland um Calle und Wallen mit 295,12 ha liegt im Stadtgebiet von Meschede im Hochsauerlandkreis. Es gehört zum Naturpark Sauerland-Rothaargebirge und wurde 1994 mit dem Landschaftsplan Meschede durch den Kreistag des Hochsauerlandkreises als Landschaftsschutzgebiet (LSG) mit dem Namen Landschaftsschutzgebiet Ortsnahe Freiflähen bei Wallen sowie einer Flächengröße von 209&sp;ha ausgewiesen. Bei der Neuaufstellung des Landschaftsplanes Meschede wurde es vergrößert und neuem Namen als Landschaftsplangebiet vom Typ B, Kleinflächiger Landschaftsschutz, erneut ausgewiesen. Das LSG ist eines von 102 Landschaftsschutzgebieten in der Stadt Meschede. Dort gibt es ein Landschaftsschutzgebiet vom Typ A, 51 Landschaftsschutzgebiete vom Typ B und 50 Landschaftsschutzgebiete vom Typ C.

## Beschreibung
Das LSG liegt um Wallen und Calle (Meschede). Es besteht einer großen Hauptfläche und zwei kleineren östlich und nördlich Calle. Es umfasst Offenlandbereiche mit Grünland und Acker. Das LSG wird meist vom Wald umgeben der zum Landschaftsschutzgebiet Meschede gehört. 2020 wurde das LSG um das Landschaftsschutzgebiet Knochen südlich Calle und Bereiche vom Landschaftsschutzgebiet Meschede vergrößert. Das LSG umschließt das Naturschutzgebiet Am Bocksbart und den Geschützten Landschaftsbestandteil Blückenberg.
Der Landschaftsplan führt zum LSG auf: „Mit relativ geneigten Verwitterungsböden in überwiegend geschützter Lage ist hier der kulturhistorische Grund für die nach wie vor landwirtschaftlich geprägten Dörfer Calle und Wallen gelegt. Über diesen Zusammenhang hinaus verleiht erst dieses Offenland den eingestreuten Härtlingskuppen und Wäldchen ihre besondere Wirkung im Landschaftsbild (besonders augenfällig von der Aussichtskanzel auf dem Hunstein aus) und ihre durch Randzoneneffekte erhöhte ökologischen Bedeutung.“
Auf zwei Bereichen liegt eine Befristung. Südlich vom Steinbruch am Felsberg tritt die LSG-Festsetzung mit der immissionsschutzrechlichen Umsetzung des hier regionalplanerisch gesicherten Bereichs für den Gesteinsabbau zurück. Südlich am Ortsrand von Wallen tritt die Festsetzung mit der Rechtsverbindlichkeit eines nachfolgenden Bebauungsplanes außer Kraft.

## Schutzzweck
Zum Schutzzweck der LSG vom Typ B Ortsrandlagen, Landschaftscharakter im Landschaftsplangebiet Meschede führt der Landschaftsplan auf: „Sicherung der Vielfalt und Eigenart der Landschaft im Nahbereich der Ortslagen sowie in alten landwirtschaftlichen Vorranggebieten insbesondere durch deren Offenhaltung; Erhaltung der Leistungsfähigkeit des Naturhaushalts hinsichtlich seines Artenspektrums und der Nutzungsfähigkeit der Naturgüter (hier: leistungsfähige Böden); Umsetzung der Entwicklungsziele 1.1 und – primär – 1.5 zum Schutz des spezifischen Charakters und der Identität der landschaftlichen Teilräume; entsprechend dem Schutzzweck unter 2.3.1 auch Ergänzung der strenger geschützten Teile dieses Naturraums durch den Schutz ihrer Umgebung vor Eingriffen, die den herausragenden Wert dieser Naturschutzgebiete und Schutzobjekte mindern könnten (Pufferzonenfunktion); Erhaltung der im gesamten Gebiet verstreut anzutreffenden kulturhistorischen Relikte.“

## Rechtliche Vorschriften
Wie in den anderen Landschaftsschutzgebieten im Stadtgebiet besteht im LSG ein Verbot Bauwerke zu errichten. Vom Verbot ausgenommen sind Bauvorhaben für Gartenbaubetriebe, Land- und Forstwirtschaft. Die Untere Naturschutzbehörde kann Ausnahme-Genehmigungen für Bauten aller Art erteilen. Wie in den anderen Landschaftsschutzgebieten vom Typ B in Meschede besteht im LSG ein Verbot der Erstaufforstung und Weihnachtsbaum-, Schmuckreisig- und Baumschul-Kulturen anzulegen.